# 白樺 (鉄道車両)
白樺（しらかば）は、日本国有鉄道（国鉄）・東日本旅客鉄道（JR東日本）が1983年（昭和58年）から1996年（平成8年）まで保有していた鉄道車両（和式客車）で、ジョイフルトレインと呼ばれる車両の一種である。

## 概要
1983年に長野鉄道管理局が、長野工場で12系客車を改造して投入した和式客車（お座敷客車）である。1980年（昭和55年）に門司鉄道管理局にお座敷列車を導入して以来、各地で導入が進められた12系改造の和式客車の一つで、10本目にあたる。
各車に長野県ほか中部地方各県の県花にちなんだ愛称が付けられている。

## 編成
いずれも12系客車より改造されており、両端の車両はスロフ12形800番台、中間の車両はオロ12形800番台である。全車両がグリーン車扱いである。
以下「」内は車両の愛称、（ ）内は旧番号。
- 1号車：スロフ12 819「すいせん[1]」定員44名（スハフ12 82）
- 2号車：オロ12 837「つつじ[1]」定員46名（オハ12 280）
- 3号車：オロ12 838「かきつばた[1]」定員46名（オハ12 281）
- 4号車：オロ12 839「れんげ[1]」定員46名（オハ12 282）
- 5号車：オロ12 840「くろゆり[1]」定員46名（オハ12 283）
- 6号車：スロフ12 820「りんどう[1]」定員44名（スハフ12 83）

## 構造

### 車体
スロフ12形は乗務員室寄りの4つの窓が固定化され、貫通扉にテールサインが設置されている。オロ12形は出入口がトイレ寄りの片側1か所だけとなっている。
外観上の特徴として、12系改造の和式客車で初めて外部塗装を地色も含めて完全に変更した点があげられる。それまで各地で登場した12系改造の和式客車はいずれも外部塗装は従来のままか、帯の色を変更した程度であったが、「白樺」では地色がクリーム10号、窓周りと車体裾が黄緑6号という独自の塗装が施された。この塗り分けは長野県の山々の夏と冬をイメージしたものである。

### 車内
スロフ12形の固定窓の部分はリクライニングシートを配置した洋間で、他の客室はお座敷構造の和室となっている。

## 運用
長野運転所に配置され、主に長野地区の団体臨時列車として運用された。国鉄末期の1986年（昭和61年）夏に、窓周りと車体裾の緑が緑14号に変更された。
1987年（昭和62年）8月にリニューアルされた。外部塗装はモスグリーン地、窓上に赤色・金色の帯、窓下に黒色・金色の帯を入れた塗装に改められた。洋間は改装されてソファやシャンデリアが設置され、各車にレーザーカラオケや大型冷蔵庫などが設置された。
1995年（平成7年）に14系客車を改造した「浪漫」が老朽化に伴う代替として登場し、翌1996年3月に廃車となった。